# محمد حسن خان
| خان لورستان         |                                                                                   |
|                     |                                                                                   |
| حسن خان والي پشتكوه |                                                                                   |
| السابق              | إسماعيل خان (الخان الثامن "التاسع" لبلاد اللور من أسرة الولاة)                    |
| ولاية العهد         | غير محدد                                                                          |
| فترة الحكم          | من 1796م (تقريباً) إلى 1839م                                                       |
| اللاحق              | عباس قلي خان (والي بشتكوه)                                                        |
| اللقب               | خان كل لرُستان الكبير حامي لورستان عالي النسب                                      |
| حياته               |                                                                                   |
| مكان الوفاة         | مدينة بشتكوه (إيلام)                                                              |
| الأب                | الامير أسد الله خان                                                               |
| الأبناء             | علي خان عباس قلي خان أحمد خان حيدر خان خسرو خان حسين خان لطف علي خان علي مراد خان |
| خانات لورستان       |                                                                                   |

محمد حسن خان، هو عاشر خانات وولاة لرستان من عائلة ولاة لرستان وأول ولاتهم بعد تغيير العاصمة من خرم آباد إلى مدينة بشتكوه.

## نسبه
حسن خان بن أسد الله خان بن إسماعيل خان بن علي شاه ويردي خان الثاني بن الحسين خان الثاني بن احمد منوجهر خان بن الحسين خان الأول الأكبر العلوي.

## حياته
في فترة شباب الأمير حسن خان التي تزامنت مع تنصيب جده إسماعيل خان حاكماً على لرستان، ساعدت أوضاع إيران السريعة والمتردية المتمثلة بسقوط الصفويين وقيام الافشار بدلاً عنهم على انتشار بعض حركات التمرد والعصيان.
حيث بعد أن تم تنصيب إسماعيل خان، جد الأمير حسن خان (والد والده) حاكماً على لرستان بفترة ظهر شخص اسمه شفي بن قمر (شفي بيري)، فكان يسيطر على شخصية شفي بيري حب العظمة والغرور، فقاد شفي رجاله معلناً تمرده على حكومة الخان اللوري والشاه الافشاري، فسيطر على بعض المناطق والقصبات بالقوة وكان من أهمها مدينة بشتكوه غرب لورستان، وجعل نفسه حاكماً على أهلها، لذلك أرسل الشاه نادر افشار طلباً لإسماعيل خان بالقضاء على شفي بيري وتمرده وبعد فترة تمكن الخان فعلاً من القضاء على شفي وقتله.
لم تنتهي المشكلة بقتل شفي بن قمر، فبعد فترة قصيرة أعلن أبن أخ شفي (خورگه بن شاهنشاهي بن قمر) العصيان مجدداً، مطالباً بدم عمه وبالحكم لنفسه وأصبح يتعدى على بعض رؤساء القبائل والتوشمالات المناوئين له ولتمرده، فهربوا إلى خرم آباد واستجاروا بالوالي إسماعيل خان.
لذلك أرسل إسماعيل خان جيشاً تحت قيادة حفيده الشاب الأمير حسن خان بن الأمير أسد الله خان بن الوالي إسماعيل خان (الوالي محمد حسن خان لاحقاً) للقضاء على ذلك العصيان، وأعطى بيد حفيده الأمير حسن بياناً تحذيرياً مذيل بختمه، لتحذير التوشمالات (حكام المقاطعات) من مغبة التعاون مع المتمردين ويحثهم فيه على مساعدة حفيده الأمير حسن خان بكل الطُرق الممكنة للقضاء على المتمرد.
بعدها عسكر الأمير حسن في منطقة هفت آباد، وأبلغ حكام المقاطعات بالبيان التحذيري الصادر من جده الخان، وبالفعل انصاع التوشمالات للبيان.
بعد فترة التحم جيش الأمير بقوات المتمردين، وأظهر الأمير حسن لياقة عسكرية عالية، فتمكن من القوات المتمردة ولم يتبق بعدها من المتمردين إلا القلة القليلة الذين هربوا إلى الجبال المجاورة، فأصيب خورگه بجروح أدت إلى إلقاء القبض عليه، فإنتهت المعركة نهائياً لصالح الأمير محمد حسن خان.

بعدها تم سجن المتمرد ووُضِع عليه حارس أسمه (خميس ملكشاهي) حتى طلوع الصباح لتنفيذ حكم الإعدام بحقه إلا أن الحارس (خميس) كان بعلاقة مع المتمردين، فقام بتهريب خوركه، وحتى أنه أعطى لخوركه طعاماً وشراباً وحذاءاً ليساعده على الهروب في المناطق الجبلية الوعرة، فهرب المتمرد بالفعل.
في صباح اليوم التالي انكشف الأمر للأمير المنتصر فانهال على خميس بالسب غضباً.
بعدها كون خوركه قوة أخرى من المتمردين ولم يستطع الأمير حسن هذه المرة من القضاء عليه تماماً بسبب اشتداد التمرد هذه المرة.
بعدها عرض خوركه صلحاً مشروطاً على الأمير حيث اشترط أن تكون مناطق بشتكوه تحت سلطته، وأن يتم تعيينه رسمياً كأمير لأمراء منطقة بشتكوه (توشمال پاشي)، مقابل ذلك اشترط الأمير حسن خان أن يكون حكم خورگه تابعاً لحكم جده الخان إسماعيل خان كبقية المقاطعات اللورية، فوافق الطرفان على ذلك، وبهذا إنتهى التمرد.
رغم أن المعركة إنتهت بالصلح، إلا أن الصلح كان نتيجة خيانة الحارس خميس، أما عسكرياً فقد نجح الأمير حسن نجاحاً كبيراً في المعركة وأظهر لياقة عسكرية قل نظيرها بالنسبة لأقرانه من الشباب، لدرجة أنه تمكن من القضاء تماماً على المتمردين رغم أعدادهم الكبيرة وألقى القبض على خوركه.
فكان الأمير حسن خان أفضل أفراد عائلته وأكثرهم حظاً لخلافة أملاك أجداده.

## توليه الحكم
بعد ما يقارب من 40 سنة من حادثة التمرد وبعد أن عاصر ثلاث سلالات من شاهات فارس المتعاقبين (الافشارية، الزند والقاجار)، توفي الخان إسماعيل خان في خرم آباد عن عمر ناهز التسعون عاماً، فتم تشييعه ودفنه في مدينة النجف العراقية في مراسيم مهيبة بعد فترة حُكم دامت ما يقارب من 50 عام، فأصدرت الحكومة المركزية في طهران مرسوماً بتنصيب حفيد إسماعيل خان (الأمير محمد حسن خان بن الأمير أسد الله خان بن الوالي إسماعيل خان) حاكماً على لرُستان خلفاً لجده، ليكون بذلك أول حاكم من عائلة ولاة لرستان يتولى المنصب ولم يتولاه والده.

## تغيير العاصمة
في بداية فترة حكمه، اتجه الخان الجديد حسن خان لمحاولة الاجتماع برؤساء الطوائف والمقاطعات المجاورة لمدينة خرم آباد، إلا أن أولئك كان يظنون به الظنون وحاقدين عليه لما ما يتبؤا من منصب مهم وكادوا يتمردون عليه وخططوا لقتله، إلا أنه أفلت منهم بما يشبه الاعجوبة، وأختار مدينة إيلام في إقليم بشتكوه الواقع في سهل تحيطه به الجبال من كل جهة كمقر جديد لحكمه والذي يقع على مقربة من أراضي لورستان العراقية (مدن أقصى شرق العراق).
وعلى العموم أصبحت العاصمة القديمة غير صالحة لإدارة الحكم منها، خصوصاً لبعدها عن الأراضي العراقية الخاضعة لسلطة الولاة اللور (مدن جصان، علي الغربي، مهران، بدرة وزرباطية) وقربها من ولاة ورؤساء الحكومة القاجارية الذين كانوا يرون منصب والي لرستان يهدد مصالحهم بالمنطقة، فكانوا دائماً يحاولون التقليل من سلطة خانات لرستان التي تتميز بالسلطة المطلقة، كل هذه العوامل جعلت من الصعب إدارة الحكم بسلاسة بالنسبة للخان الجديد، لذلك نقل العاصمة إلى إقليم بشتكوه.
أما من مميزات العاصمة الجديدة فإنها تقع في منتصف المسافة بين الأراضي اللورية الإيرانية (لورستان إيران) والأراضي اللورية العراقية (لورستان العراق)، وكذلك وقوعها في سهل يشق الجبال الوعرة الشاهقة، مما مثل حماية طبيعية للعاصمة من أطماع المحتلين، وكذلك طبيعتها ذات الموارد الغنية من ينابيع وسهول وغيرها التي شكلت مورداً مهماً لبلاد اللور.

## العاصمة الجديدة
بعد أن أختار الخان مدينة ده بالا (إيلام) في إقليم پشتكوه، عمر بعض مرافق المدينة وأسكن فيها الكثير من العائلات التي كانت مؤيدة لحكم عائلة الولاة، ويذكر أن حسن خان جلب أمهر الحرفيين وبمختلف الاختصاصات ليزاولوا أعمالهم في بشتكوه.

## أعماله
اوعز شاه الدولة القاجارية فتح علي شاه لخان لرستان حسن خان بالتحرك على رأس جيشه لدعم أمير إمارة بابان (محمود باشا بابان) في حربه ضد العثمانيين في العراق، وبالفعل قصد الخان وعن طريق كرمانشاه، مدينة مندلي الحدودية العراقية ثم شرق محافظة ديالى.
وقد أشار الباحث العراقي عباس العزاوي إلى هذه الحملة العسكرية بقول «وكذا سير خان الفيلية حسن خان ومعه عساكر من اللُر إلى أنحاء من مندلي، أرسلتهم الحكومة الإيرانية لمساعدة محمود باشا متصرف بابان وكوي في العراق عام 1817م»
وفي العام 1827م طلب حاكم مدينة بروجرد ولرستان الشرقية (و التي فقدها عائلة الولاة أيام جد حسن خان «الوالي إسماعيل خان» بسبب خلافه مع الشاه) من خان بشتكو أن يمده بالسلاح والعساكر لتوسيع رقعة نفوذه، وبالفعل مد الخان الحاكم القاجاري بالعساكر، واشتبك حاكم بروجرد مع حسن خان ضد حكام خوزستان وبختيار وبعض القبائل الحليفة لهم، إلا أن حاكم بروجرد ومع حسن خان خسروا المعركة، فعاد الخان إلى مقر حكمه (مدينة إيلام).

## شبه الاستقلال
ما ان وصلت أخبار خسارة محمد حسن خان في معركته الأخيرة إلى اسماع الشاه فتح علي قاجار حتى غضب من الأمر وطلب حضور الخان إلى طهران، وبالفعل سافر الخان إلى مدينة طهران لمقابلة الشاه، إلا أن المقابلة لم تكن بالمستوى المطلوب وكان الشاه يتكلم بغضب وعصبية مع الخان.
بعد هذه الحادثة عاد حسن خان إلى لورستان، وأصبح لا يعترف بالقاجار ولا بتبعية الأراضي التي تحت سلطته للقاجار، ثم صار يحكم أراضيه بشكل مستقل آخر سنوات حكمه.

## القاجار ومحاولة الوقيعة بين الحاكم وأبنائه
حاول القاجار وخصوصاً حاكم كرمنشاه ميرزا الكبير الذي كان مدفوعاً بأطماعه التوسعية أن يوقع نار الفتنة بين الخان وأولاده لإضعاف سلطة الخان.
وبالفعل تمكن في بادئ الأمر من ذلك بعد أن زور كتاب عن لسان الأبن الأكبر للخان (الأمير علي خان).
حيث يوصف الكتاب مخطط لإعلان عصيان من قبل الأمير علي خان على والده بمساعدة شقيقه الأمير أحمد خان، ووضع الكتاب بطريقة ما في بلاط الخان، فعثر حسن خان على الكتاب وأطلع على مضمونه وغضب غضباً شديداً عندما قام بقراءته، وقامت خلافات كبيرة بين الأمراء ووالدهم لدرجة أن أجبر الأمراء على الهرب بعد أن حاصرهم الخان
فهربوا لحاكم كرمنشاه المذكور الذي استقبلهم بحماس زائد، وكون معهم حلف عسكري وهجموا على العديد من مناطق لرستان وأحتلوها، بعد فترة ظهر لحسن خان كذب ميرزا الكبير وكشف تزويره لذلك الكتاب، فتندم على غضبه على أولاده وخلافه معهم فراسلهم وكشف لهم حقيقة الأمر وبالفعل سلم الأمراء الأراضي التي احتلوها لوالدهم ورجعوا للبلاط وصالح الأبناء والدهم الحاكم.
بعد كل تلك الحوادث أصبح حكم الخان مستقل جداً عن القاجار وأتباعهم.

## وفاته
بعد حكم دام ما يقارب من 45 عام، توفي محمد حسن خان بن أسد الله خان بن إسماعيل خان في بشتكوه عن عمر ناهز التسعين عاماً، وبمراسيم مهُيبة نُقلت جنازة الخان من لورستان إلى مدينة النجف العراقية حيث المقبرة الخاصة بعائلة الخانات.
بعد وفاته قامت خلافات واسعة بين أبناءه الأمراء حول خلافة عرش لورستان مما أدى إلى تقسيم لرستان الفيلية بينهم، وأصدر القاجار مرسوماً بتعيين شقيقهم عباس قلي خان بن محمد حسن خان في حكم العاصمة إيلام خلفاً لوالده.